# Bustillo de la Vega
Bustillo de la Vega ist ein Ort und eine nordspanische Gemeinde (municipio) mit 269 Einwohnern (Stand: 2024) in der Provinz Palencia der Autonomen Gemeinschaft Kastilien-León. Neben dem Hauptort Bustillo de la Vega gehört die Ortschaft Lagunilla de la Vega zur Gemeinde.

## Lage und Klima
Bustillo de la Vega liegt in der altkastilischen Meseta in einer Höhe von ca. 870 m. Die Provinzhauptstadt Palencia befindet sich gut 50 km (Fahrtstrecke) südsüdöstlich. Das Klima im Winter ist kühl, im Sommer dagegen trotz der Höhenlage gemäßigt bis warm; Niederschläge (ca. 659 mm/Jahr) fallen überwiegend im Winterhalbjahr.

## Bevölkerungsentwicklung
| Jahr      | 1970 | 1981 | 1991 | 2001 | 2011 | 2021 |
| Einwohner | 627  | 418  | 414  | 370  | 326  | 278  |

## Sehenswürdigkeiten
- Peterskirche